# اندیس فلدسپات نردو
فلدسپات فردو یک اندیس غیرفلزی است که در حوالی شهر کهک استان قم قرار دارد و مادهٔ معدنی موجود در آن، فلدسپات است.سنگ میزبان این اندیس توف سبز ،مارن ،شیل ،سنگ آهک ،بازالت ،آندزیتهای پورفیری است و دیرینگی آن به دوران ائوسن بالائی می‌رسد.